# Munditia tryphenensis
Munditia tryphenensis är en snäckart som först beskrevs av Powell 1926.  Munditia tryphenensis ingår i släktet Munditia och familjen turbinsnäckor. Inga underarter finns listade i Catalogue of Life.